# شيكاجو (رواية)
شيكاجو رواية للكاتب المصري د.علاء الأسواني تدور أحداثها في مدينة شيكاغو، واعتمد الكاتب في بناء روايته على نظرية الأقطاب أو الثنائيات المتنافرة المتضادة، وكانت الرواية في معظمها مفاهيم وصراعات مستقطبة بشدة مثل الخير والشر، والحياة والموت، والوفاء والخيانة.

## الكاتب
علاء الأسواني، طبيب أسنان وأديب مصري. أتم دراسته الثانوية في المدرسة الفرنسية في مصر. ولد في عائلة برجوازية، كان أبوه محامي وكاتب روائي أيضا. حصل علاء الاسواني على شهادة الماجستير في طب الأسنان من الولايات المتحدة الأمريكية في مدينة شيكاغو في جامعة إلينوي. يكتب القصة القصيرة والرواية, ولد في 26 مايو 1957,عضو في حركة كفاية المعارضة في مصر.

## شخصيات الرواية
- (شيماء المحمدي): طالبة في قسم علم الهيستولوجي. ريفية بسيطة على علاقة بطارق الذي يرفض الزواج بها.
- (د.رأفت ثابت) أستاذ قسم الأنسجة بجامعة إلينوي: يعاني من المشاكل مع ابنته التي تتركه و تعيش مع شاب يجعلها تدمن المخدرات .
- (كرم دوس): جراح مصري عالمي شهير سبب كرهه لمصر والمصريين أنه تعرض للظلم من استاذه المصري (الدكتور بلبع) الذي تعمد عدم إنجاحه في امتحان الماجستير لأن كرم قبطي الديانة.
- (د.محمد صلاح): تظل مصر وأخبارها في باله ويساعد أبناءها ويستقبل (ناجي عبد الصمد) بنفسه في المطار ولا يتوقف عن نصحه ومساعدته.
- (الأستاذ جون جراهام): أمريكي عادل غير عنصري ولا يهتم بالنقود ولا يملك حتى سيارة.
- (الأستاذ جورج مايكل): عنصري ولا يحب التعامل مع العرب والدائم للانتقاد لهم وللإسلام والمسلمين.
- (الأستاذ:جيمس بيكر) : يتعامل بالقوانين واللوائح دون ميول شخصية، يكاد لا يتكلم في الشهر بضع كلمات.
- (ناجي عبد الصمد) : طالب الماجستير التقدمي الثائر الشريف العارف بالسياسة والمعارض للحكومة والنظام الذي تنظر المحكمة قضيته العادلة التي رفعها بشجاعة ضد الجامعة والدولة.
- (أحمد دنانه): رئيس اتحاد الدارسين المصريين في أمريكا، يعمل عميلا للمباحث، وعضو أمانة شباب الحزب الحاكم، أناني بخيل

## من الانتقادات التي وجهت للرواية
وجهت للرواية الكثير من الانتقادات بسبب الحديث عن الجنس المبالغ فيه، حيث أن الكاتب قد وصف الحياة الجنسية لأغلب شخصيات الرواية بأدق تفاصيلها إلى درجة كاد أن يتحول فيها الجنس إلى بطل الرواية، ووجهت أيضا انتقادات بسبب هجومه على الحجاب حيث يقول على لسان إحدي شخصيات الرواية في صفحة 381:
- مصر في أسوأ أحوالها يا صلاح, كان ما ناضلنا من أجله أنا وزملائي كان سرابا لم تتحقق الديمقراطية, ولم نتحرر من التخلف والجهل والفساد... كل شيء تغير إلى الأسوأ.... الأفكار الرجعية تنتشر. هل تتصور أنني المسلمة الوحيدة في إدارة التخطيط من بين خمسين موظفة التي لا ترتدي الحجاب

وفي صفحة 156/157 الطبعة الأولى ، دار الشروق
*(التفت إليّ (جون) بابتسامة وسألني:
- ـ ماذا تشرب؟
- - نبيذ أحمر
- - أليس الخمر محرما في الإسلام؟
- هكذا سألت كارول وهي تفتح الزجاجة
- - أنا مؤمن بالله في قلبي ولست متزمتا .. كما أن رجال الدين في العراق أثناء حكم الدولة العباسية أباحوا شرب النبيذ.
- عقب جراهام قائلا:
- - كنت أعتقد أن الدولة العباسية انتهت منذ فترة طويلة!
- - لقد انتهت فعلا ولكني أحب النبيذ.

تم نشر الرواية كاملة على صفحات الدستور الأسبوعى في عشر حلقات كل حلقة في صفحتين كاملتين وأثارت الرواية جدلا بين القراء وبعد الحلقة الأخيرة نشر حوار مع الدكتور علاء الأسوانى أكد تباين وجهات نظر القراء حول الرواية وأحد القراء حذر الدكتور علاء من حدوث علاقة جنسية بين طارق وشيماء لأنها فتاة محجبة.

## تحول الرواية إلى مسرحية
تحولت رواية علاء الأسواني شيكاغو إلى مسرحية باللغة الفرنسية في نوفمبر 2012 والتي سميت ب «لوددت أن أكون مصرياً». أخرج المسرحية المخرج الفرنسي جون لوي مارتينللي. وقد عرضت المسرحية بداية في فرنسا ومن ثم عرضت في مصر بالمجان حيث حضرها جمهور كبير

## وصلات خارجية
- أقرا رواية شيكاجو - العربي اليوم
- مقابلة مع علاء الأسواني للحديث عن رواية شيكاغو
- آراء القراء على موقع أبجد حول رواية شيكاغو
- رواية شيكاغو تتحول إلى مسرحية فرنسية
- صفحة رواية شيكاغو على موقع جود ريدز